# Kantatie 93
De Kantatie 93 is een weg binnen de Finse gemeente Enontekiö binnen de regio Lapland. Ze is 63 kilometer lang. De weg werd voltooid in 1905 en voert langs een eeuwenoude Saami-handelsroute tussen Hetta en Alta. 

## Route (noord-zuid)
De weg begint bij de grens tussen Noorwegen en Finland, Kivilompolo (F) of Kivijärvi (N) genoemd. Ze sluit daarbij aan op de Noorse Riksvei 93, die in Alta begint en via Kautokeino naar de Noors-Finse grens voert.
Vanaf de grens Kivilompolo doet de weg na 11 kilometer nederzetting Palojärvi aan; weer 10 km later het dorp Leppäjärvi. Na totaal 37 kilometer volgt dan de grootste plaats aan de weg: Hetta. In dat dorp zit ook de knik in de weg (zie kaart). De weg vervolgt haar pad naar het oosten en eindigt in Palojoensuu, alwaar ze aansluit op de Europese weg 8.
De weg heeft maar één kruising met een andere doorlopende weg; de Seututie 958 loopt vanaf Hetta naar het oosten. De overige zijwegen zijn doodlopend. 